# Grandcour
Grandcour (antiguamente en alemán Langendorf) es una comuna suiza del cantón de Vaud, situada en el distrito de Broye-Vully. Limita al norte con la comuna de Gletterens (FR), al este con Vallon (FR), al sureste con Corcelles-près-Payerne y Payerne, al suroeste con Rueyres-les-Prés (FR), al oeste con Vernay (FR), y al noroeste con Chevroux.
Hasta el 31 de diciembre de 2007 la comuna estuvo situada en el distrito de Payerne, círculo de Grandcour.

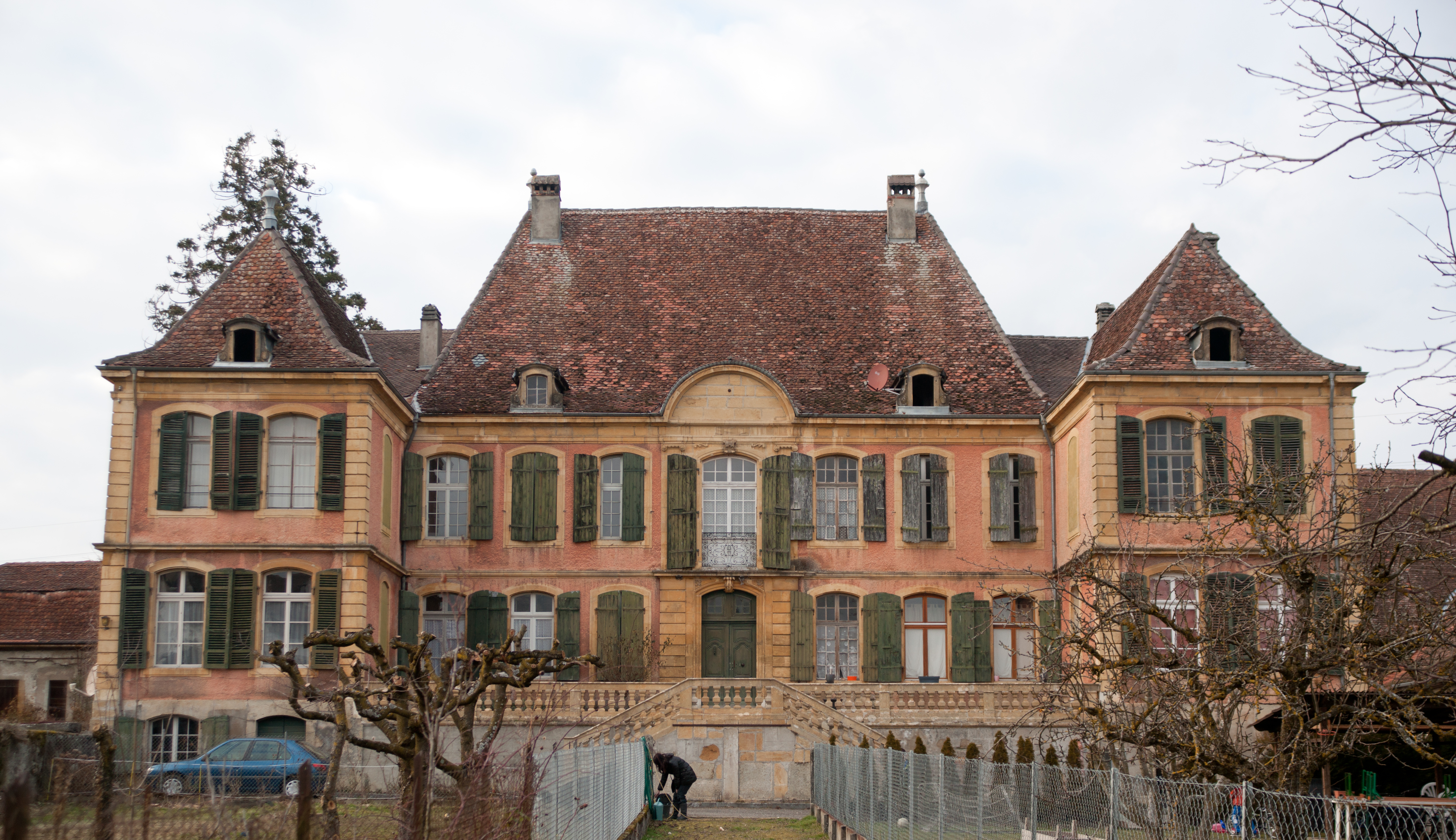
Castillo de Grandcour.